# Épiphanie Dionrang
Épiphanie Dionrang alias Fanny’s D’or, est une artiste slameuse et militante des droits des femmes tchadienne.

## Biographie
Epiphanie est diplômée en gestion de projet et entrepreneur, Artiste Slameuse, Project manager de INKHAZ, Présidente de la Ligue Tchadienne des Droit des Femmes, Féministe,Activistedu sahel,, Elle a été alumni de la promotion 2017 de Yali Dakar, Militante, coordinatrice paysdu réseau des jeunes féministes d'Afrique Centrale ( REJEFEC). Elle occupe des postes de responsabilité au sein de diverses organisations, y compris YALI Chad, U-Report Tchad et Global Shapers N'djamena Hub.
En février 2024, Epiphanie Dionrang est nommée par la plateforme Le Tchad d'abord dans la catégorie meilleure femme de l'année.